# Chủ nghĩa xét lại lịch sử
Trong sử học, thuật ngữ chủ nghĩa xét lại lịch sử xác định việc giải thích lại một tài liệu lịch sử. Nó thường bao gồm việc thách thức các quan điểm chính thống (được thiết lập, chấp nhận hoặc truyền thống) của các học giả chuyên nghiệp về một sự kiện lịch sử hoặc khoảng thời gian hoặc hiện tượng, đưa ra bằng chứng trái ngược hoặc diễn giải lại động cơ và quyết định của những người liên quan. Việc sửa đổi hồ sơ lịch sử có thể phản ánh những khám phá mới về thực tế, bằng chứng và cách giải thích, sau đó dẫn đến việc sửa đổi lịch sử. Trong những trường hợp kịch tính, chủ nghĩa xét lại liên quan đến việc đảo ngược các phán đoán đạo đức cũ hơn.
Ở cấp độ cơ bản, chủ nghĩa xét lại lịch sử hợp pháp là một quá trình phổ biến và không gây tranh cãi đặc biệt là phát triển và hoàn thiện việc viết sử. Nhiều tranh cãi hơn nữa là sự đảo ngược của các phát hiện đạo đức, theo đó những gì các nhà sử học chính thống đã coi (ví dụ) các lực tích cực được mô tả là tiêu cực. Chủ nghĩa xét lại như vậy, nếu bị những người ủng hộ quan điểm trước đó thách thức (đặc biệt là trong những điều kiện nóng nảy), có thể trở thành một hình thức bất hợp pháp của chủ nghĩa xét lại lịch sử được gọi là chủ nghĩa phủ định lịch sử nếu nó liên quan đến các phương pháp không phù hợp như:
- việc sử dụng các tài liệu giả mạo hoặc sự không tin tưởng vô lý đối với các tài liệu xác thực
- quy kết luận sai cho sách và nguồn
- thao tác dữ liệu thống kê
- cố tình dịch sai văn bản

Loại chủ nghĩa xét lại lịch sử này có thể giải thích lại ý nghĩa đạo đức của ghi chép lịch sử.
Những người theo chủ nghĩa tiêu cực sử dụng thuật ngữ "chủ nghĩa xét lại" để miêu tả những nỗ lực của họ là chủ nghĩa xét lại lịch sử hợp pháp. Điều này đặc biệt xảy ra khi "chủ nghĩa xét lại" liên quan đến phủ nhận Holocaust.